# 원천초등학교 (전북)
원천초등학교는 대한민국 전북특별자치도 남원시 주천면에 있는 공립 초등학교이다.

## 학교 연혁
- 1950.07.10	원천국민학교 설립 인가
- 1981.03.01	원천국민학교 병설 유치원 설립
- 1988.03.01	원천국교 주촌분교장 설립
- 1992.03.01	주촌분교장 원천국교로 통합
- 1992.03.01	주천남분교장 설치
- 1993.03.01	주천남분교장 원천국교로 통합
- 1996.03.01	원천초등학교로 개칭
- 2014.09.01	제20대 강문국 교장 부임
- 2015.02.13	제62회 졸업 (총 3,251명)

## 참고 자료
- 원천초등학교 - 한국교육학술정보원 학교알리미